# Liste der Museen in Basel
Die Liste der Museen in Basel führt nach Sparten geordnet die Museen im Stadt- und Einzugsgebiet Basels auf. Erwähnung finden die aktiven Häuser, deren Sammlung einen über das Lokale ausgreifenden Charakter hat und die in der Regel an mehreren Tagen in der Woche regulär geöffnet sind. Siehe auch den Hauptartikel über die Museen in Basel.
Der Sammlungsschwerpunkt der Basler Museen liegt auf der bildenden Kunst. Das Spektrum reicht vom Altertum bis zur Gegenwart und zeigt sowohl historisches und etabliertes als auch noch pionierhaftes Kunstschaffen. Zahlreiche Museen beschäftigen sich mit verschiedensten kulturgeschichtlichen und ethnologischen Themen, ebenso bestehen technische und naturwissenschaftliche Sammlungen. Seit den 1960er Jahren hat sich die traditionelle Aufgabe des vorrangigen Sammelns, Bewahrens und Ausstellens weiter entwickelt. Neben den neuen Formen des Publikumskontakts (Museumspädagogik beziehungsweise -didaktik) sind institutionelle Mischformen entstanden, die aktiv eine gesellschaftspolitisch relevante Rolle anstreben und in denen der Museumsbetrieb nur eine, wenn auch zentrale Facette eines umfassenderen Kulturengagements ist.
Die öffentlichen Museumsbestände haben ihren Ursprung im 1661 erfolgten Ankauf des privaten Amerbach-Kabinetts durch Stadt und Universität Basel und sind damit die älteste ununterbrochen bestehende Museumssammlung eines bürgerlichen Gemeinwesens. Der erste eigentliche Museumsbau datiert von 1849, als die öffentlichen Sammlungen im Museum an der Augustinergasse untergebracht wurden. Von 1894 an wurden sie auf mehrere Museumshäuser verteilt. Die privaten Sammlungen sind fast alle erst nach dem Zweiten Weltkrieg entstanden.
Die Grenzlage der Stadt am Basler Dreiländereck und die kleinräumliche Gliederung der Basler Region bringen es mit sich, dass zwar der Hauptteil der Basler Museen in der Stadt Basel und somit im Kanton Basel-Stadt ist; einige Museen sind aber im Kanton Basel-Landschaft zu finden, und zur Basler Museumslandschaft können zudem Museen der Basler Agglomeration gerechnet werden, so diejenigen in den Nachbarstädten Lörrach, Saint-Louis und Weil am Rhein. Angesichts der kommunalen, regionalen und nationalen Verwaltungseinheiten, die hier aufeinandertreffen, sowie der übergelagerten Agglomeration gibt es keine eindeutig festlegbare Anzahl von Basler Museen, doch sind es auch bei einem eng gefassten Perimeter wenigstens drei Dutzend Häuser, die Sammlungen beherbergen und zugänglich machen.

## Erklärung zur Liste
- Name: Nennt den offiziellen Namen des Museums.
- Sammlung und Aktivität: Nennt die musealen Besonderheiten und Schwerpunkte der Institution.
- Jahr: Nennt das Gründungsjahr des Museums u/o der Museumssammlungen.
- Standort: Nennt das Quartier der Stadt Basel oder die Ortschaft in der Region Basel, wo das Museum steht.
- Abbildung: Zeigt – wenn möglich – ein Bild des Museumsgebäudes.
- Homepage: Gibt – wenn möglich – einen Weblink zur Homepage des Museums.

→ Die Liste ist sortierbar: Durch Anklicken eines Spaltenkopfs wird die Liste nach dieser Spalte sortiert, zweimaliges Anklicken kehrt die Sortierung um. Durch das Anklicken zweier Spalten hintereinander lässt sich jede gewünschte Kombination erzielen.

## Kunst, Architektur, Design
| Museum                                      | Sammlung und Aktivität | Jahr           | Standort                         | Abbildung |
| ------------------------------------------- | --- | -------------- | -------------------------------- | --------- |
| Antikenmuseum Basel                         | Antike Kunst und Kultur des Mittelmeerraums und des Vorderen Orients; Dauer- und Wechselausstellungen                                      | 1661/1961      | Basel (Altstadt Grossbasel)      |           |
| Cartoonmuseum Basel                         | Karikaturen, Cartoons und Comics; Wechselausstellungen                                                                                     | 1979           | Basel (Vorstädte)                |           |
| Espace d’Art Contemporain Fernet Branca     | Zeitgenössische Kunst; Wechselausstellungen                                                                                                | 2004           | Saint-Louis                      |           |
| Fondation Beyeler                           | Klassische Moderne, indigene Kunst; Dauer- und Wechselausstellungen                                                                        | 1982/1997      | Riehen                           |           |
| Haus für elektronische Künste Basel         | Medienkunst; Wechselausstellungen, Veranstaltungen, Festival, Sammlung                                                                     | 2011           | Dreispitz Basel und Münchenstein |           |
| Historisches Museum Basel (Barfüsserkirche) | Kunst und Kunsthandwerk des Spätmittelalters und der Frühen Neuzeit aus Basel und der Region Oberrhein; Dauer- und Wechselausstellungen    | 1661/1836/1892 | Basel (Altstadt Grossbasel)      |           |
| Kunst Raum Riehen                           | Zeitgenössische Kunst der Region Basel; Wechselausstellungen                                                                               | 1998           | Riehen                           |           |
| Kunsthalle Basel                            | Zeitgenössisch-avantgardistische Kunst; Wechselausstellungen, Vorträge, Performances, Video- und Filmvorführungen                          | 1872           | Basel (Vorstädte)                |           |
| Kunsthaus Baselland                         | Aktuelle Kunstprojekte der Region Basel; Wechsel- und Gastausstellungen                                                                    | 1997           | Muttenz                          |           |
| Kunstmuseum Basel                           | Oberrheinische Kunst von 1400 bis 1600 sowie Kunst des 19. und 20. Jahrhunderts; Dauer- und Wechselausstellungen                           | 1661/1836/1936 | Basel (Vorstädte)                |           |
| Museum für Gegenwartskunst                  | Zeitgenössische Kunst von den 1960er Jahren bis in die unmittelbare Gegenwart (Emanuel Hoffmann-Stiftung); Dauer- und Wechselausstellungen | 1981           | Basel (St. Alban)                |           |
| Museum Tinguely                             | Jean Tinguely, Zeitgenossen; Dauer- und Wechselausstellungen                                                                               | 1996           | Basel (Wettstein)                |           |
| [plug.in]                                   | Haus für elektronische Künste Basel Medienkunst; Wechselausstellungen, Veranstaltungen, Künstlervernetzung                                 | 2000–2010      | Basel (St. Alban)                |           |
| SAM Schweizerisches Architekturmuseum       | Architektur, Urbanismus; Wechselausstellungen, Publikationen, Veranstaltungen                                                              | 1984           | Basel (Vorstädte)                |           |
| Schaulager                                  | Zeitgenössische Kunst (Emanuel Hoffmann-Stiftung); Kunstlager und -forschung, Wechselausstellungen                                         | 2003           | Münchenstein                     |           |
| Sculpture at Schoenthal                     | Zeitgenössische Skulpturen; Wechselausstellungen, Skulpturenpark                                                                           | 2000/2001      | Schönthal                        |           |
| Skulpturhalle Basel                         | Abgüsse antiker Plastik, Bauplastik des Athener Parthenons; Dauer- und Wechselausstellungen                                                | 1887/1963      | Basel (Am Ring)                  |           |
| Vitra Design Museum                         | Industrielles Möbeldesign, Architektur; Dauer- und Wechselausstellungen                                                                    | 1989           | Weil am Rhein                    |           |

## Kultur und Geschichte
| Museum                                                                                      | Sammlung und Aktivität | Jahr           | Standort                    | Abbildung |
| ------------------------------------------------------------------------------------------- | --- | -------------- | --------------------------- | --------- |
| Basler Papiermühle                                                                          | Papierproduktion, Schriftkultur; Dauer- und Wechselausstellungen, Demonstrationsbetrieb                                                                | 1954/1980      | Basel (St. Alban)           |           |
| Fondation Herzog                                                                            | Fotografie seit 1839; Wechselausstellungen, Studien, Schulung                                                                                          | 2002           | Münchenstein                |           |
| Historisches Museum Basel (Barfüsserkirche)                                                 | Kunst und Kunsthandwerk des Spätmittelalters und der Frühen Neuzeit aus Basel und der Region Oberrhein; Dauer- und Wechselausstellungen                | 1661/1856/1892 | Basel (Altstadt Grossbasel) |           |
| Historisches Museum Basel (Haus zum Kirschgarten)                                           | Basler Wohnkultur des 18. und 19. Jahrhunderts; Dauer- und Wechselausstellungen                                                                        | 1951           | Basel (Vorstädte)           |           |
| Historisches Museum Basel (Museum für Pferdestärken, ehem. Kutschen- und Schlittensammlung) | Kutschen und Schlitten des 19. und 20. Jahrhunderts. 2016 wurde dieses Museum aufgelöst                                                                | 1981–2016      | Münchenstein                |           |
| Historisches Museum Basel (Musikmuseum)                                                     | Musikinstrumente und europäische Musikgeschichte; Dauer- und Wechselausstellungen                                                                      | 1943/2000      | Basel (Altstadt Grossbasel) |           |
| Jüdisches Museum der Schweiz                                                                | Kulturgeschichte der Juden in der Schweiz und in Basel, Dokumente des ersten Zionistenkongresses 1897; Dauer- und Wechselausstellungen                 | 1966           | Basel (Am Ring)             |           |
| Mühlemuseum Brüglingen                                                                      | Geschichte der Mühle und der Müllerei; Dauerausstellung, Demonstrationsbetrieb                                                                         | 1966           | Münchenstein                |           |
| Dreiländermuseum                                                                            | Geschichte und Gegenwart der Dreiländeregion; Dauer- und Wechselausstellungen                                                                          | 1932           | Lörrach                     |           |
| Museum.BL                                                                                   | Natur und Kultur der Region; Dauer- und Wechselausstellungen, Forumsveranstaltungen                                                                    | 1837           | Liestal                     |           |
| Museum der Kulturen Basel                                                                   | Ethnologische Sammlungen aus Europa, Altägypten, Afrika, Asien, Altamerika, Ozeanien; Dauer- und Wechselausstellungen                                  | 1661/1892/1917 | Basel                       |           |
| Museum Kleines Klingental                                                                   | Geschichte des Klosters Klingental, Originalskulpturen des Basler Münsters, Modell der Stadt Basel im 17. Jahrhundert; Dauer- und Wechselausstellungen | 1938/1997      | Basel (Altstadt Kleinbasel) |           |
| Römermuseum Augst                                                                           | Ruinen von Augusta Raurica, Grabungsfunde, Rekonstruktionen; Dauer- und Wechselausstellungen, archäologischer Park                                     | 1957           | Augst                       |           |
| Sammlung Friedhof Hörnli                                                                    | Basler und Schweizer Bestattungskultur; Dauerausstellung                                                                                               | 1994           | Riehen                      |           |
| Spielzeugmuseum, Dorf- und Rebbaumuseum                                                     | Spielzeug, Dorfalltag, Rebbau; Dauer- und Wechselausstellungen                                                                                         | 1972           | Riehen                      |           |
| Spielzeug Welten Museum Basel                                                               | Teddybären, Puppen, Miniaturen; Dauer- und Wechselausstellungen                                                                                        | 1998           | Basel (Vorstädte)           |           |
| Sportmuseum Schweiz                                                                         | Geschichte und Gegenwart von Sport und Spiel; externe Wechselausstellungen                                                                             | 1945           | Basel (Am Ring)             |           |
| Dichter- und Stadtmuseum Liestal                                                            | Literatur (Georg und Emma Herwegh, Carl Spitteler etc.), Geschichte und Brauchtum; Dauer- und Wechselausstellungen                                     | 1946/2001      | Liestal                     |           |

## Natur, Wissenschaft und Technik
| Museum                                              | Sammlung und Aktivität | Jahr           | Standort                    | Abbildung |
| --------------------------------------------------- | --- | -------------- | --------------------------- | --------- |
| Anatomisches Museum Basel                           | Originalpräparate von menschlichen Körperbereichen und Organen; Dauer- und Wechselausstellungen                                  | 1824/1880      | Basel (Am Ring)             |           |
| Basler Papiermühle                                  | Papierproduktion und Schriftkultur; Dauer- und Wechselausstellungen, Demonstrationsbetrieb                                       | 1954/1980      | Basel (St. Alban)           |           |
| Fondation Herzog                                    | Fotografie seit 1839; Wechselausstellungen, Studien und Schulung                                                                 | 2002           | Münchenstein                |           |
| Mühlemuseum Brüglingen                              | Geschichte der Mühle und der Müllerei; Dauerausstellung, Demonstrationsbetrieb                                                   | 1966           | Münchenstein                |           |
| Museum.BL                                           | Natur und Kultur der Region; Dauer- und Wechselausstellungen, Forumsveranstaltungen                                              | 1837           | Liestal                     |           |
| Museum für Musikautomaten                           | Mechanischen Musikautomaten; Dauer- und Wechselausstellungen                                                                     | 1979/1990      | Seewen                      |           |
| Naturhistorisches Museum Basel                      | Zoologie, Entomologie, Mineralogie, Anthropologie, Osteologie, Paläontologie; Dauer- und Wechselausstellungen, Forschungsbetrieb | 1661/1821/1849 | Basel (Altstadt Grossbasel) |           |
| Pharmazie-Historisches Museum der Universität Basel | Geschichte der Pharmazie; Dauer- und Wechselausstellungen                                                                        | 1924           | Basel (Altstadt Grossbasel) |           |
| Schweizerisches Feuerwehrmuseum                     | Geschichte der Feuerbekämpfung; Dauerausstellung                                                                                 | 1994           | Basel (Vorstädte)           |           |
| Verkehrsdrehscheibe Schweiz und unser Weg zum Meer  | Rheinschifffahrt, kombinierter Verkehr, Modell der Basler Rheinhäfen; Dauerausstellung                                           | 1954           | Basel (Kleinhüningen)       |           |